# Parco nazionale di Mesa Verde
Il parco nazionale di Mesa Verde è un'area naturale protetta  degli Stati Uniti e patrimonio dell'umanità dell'UNESCO dal 1978. È situato nello stato del Colorado, nella contea di Montezuma. Ha una superficie di 211 km² e comprende un'area in cui sono presenti i resti di numerosi insediamenti costruiti dagli antichi Popoli Ancestrali, una volta denominati Anasazi. Si tratta di villaggi costruiti all'interno di rientranze della roccia, denominati cliff-dwellings. Il più noto e il più grande di questi insediamenti è quello denominato Cliff palace.

## Geografia
Il parco nazionale di Mesa Verde è situato nella sezione sudoccidentale dello stato del Colorado. Il territorio è formato da un altopiano con un'altitudine variabile tra 1860 e 2560 m s.l.m. ed è attraversato da una serie di rilievi rocciosi e vallate disposte longitudinalmente.

## Storia

### Periodo arcaico
Nonostante i più antichi insediamenti all'interno del parco nazionale di Mesa Verde risalgano a non oltre 800 anni fa, la regione era abitata dagli Anasazi già dal VI secolo. Questi primi abitanti di Mesa Verde, di cui non si conosce né l'origine né il nome con cui essi si definivano, vivevano inizialmente in abitazioni a pozzo (pit houses) formanti piccoli villaggi disposti su una superficie piuttosto vasta. Nell'arco di 500 anni essi affinarono le loro abilità costruttive e realizzarono grandi insediamenti con edifici su più livelli costruiti con fango e pietre. Questo tipo di insediamenti viene generalmente chiamato pueblo. In questi villaggi sono presenti oltre ad edifici ad uso abitativo e magazzini, anche delle costruzioni comunitarie ad uso cerimoniale chiamate kivas. A partire dall'inizio del XII secolo gli Anasazi iniziarono a costruire i loro villaggi all'interno di rientranze della roccia, realizzando gli insediamenti visibili oggi a Mesa Verde.
Gli Anasazi raggiunsero in quest'epoca il loro periodo di massimo splendore. Nonostante gli scavi archeologici non abbiano ancora fornito elementi tali per ricostruire nei dettagli la loro storia, i numerosi reperti consentono di avere un'idea abbastanza chiara del loro stile di vita e della loro cultura. Essi raggiunsero una notevole abilità nel realizzare manufatti in terracotta, come recipienti, ciotole e altri oggetti probabilmente con funzioni rituali, così come canestri e altri oggetti ottenuti intrecciando fibre vegetali. Si ritiene che queste attività artigianali fossero praticate soprattutto dalla donne, che si tramandavano le conoscenze tecniche di madre in figlia. Gli oggetti in terracotta erano decorati con motivi geometrici. Gli Anasazi praticavano l'agricoltura, coltivando prevalentemente mais e legumi.
Il motivo dell'abbandono degli insediamenti da parte degli Anasazi non è ancora stato chiarito. Tra le ipotesi possibili vi sono i mutamenti climatici che avrebbero causato una scarsità di risorse tali di impedire la sopravvivenza in quei luoghi, oppure il verificarsi di forti tensioni a livello sociale.
Dopo essere stati lasciati dai loro originari abitanti, i villaggi costruiti nella roccia caddero in uno stato di abbandono e furono riscoperti solo nel XVI secolo da popolazioni Navajo, a cui si deve anche il nome Anasazi, con cui si indicano le popolazioni che avevano in precedenza abitato la regione.

### Prime esplorazioni

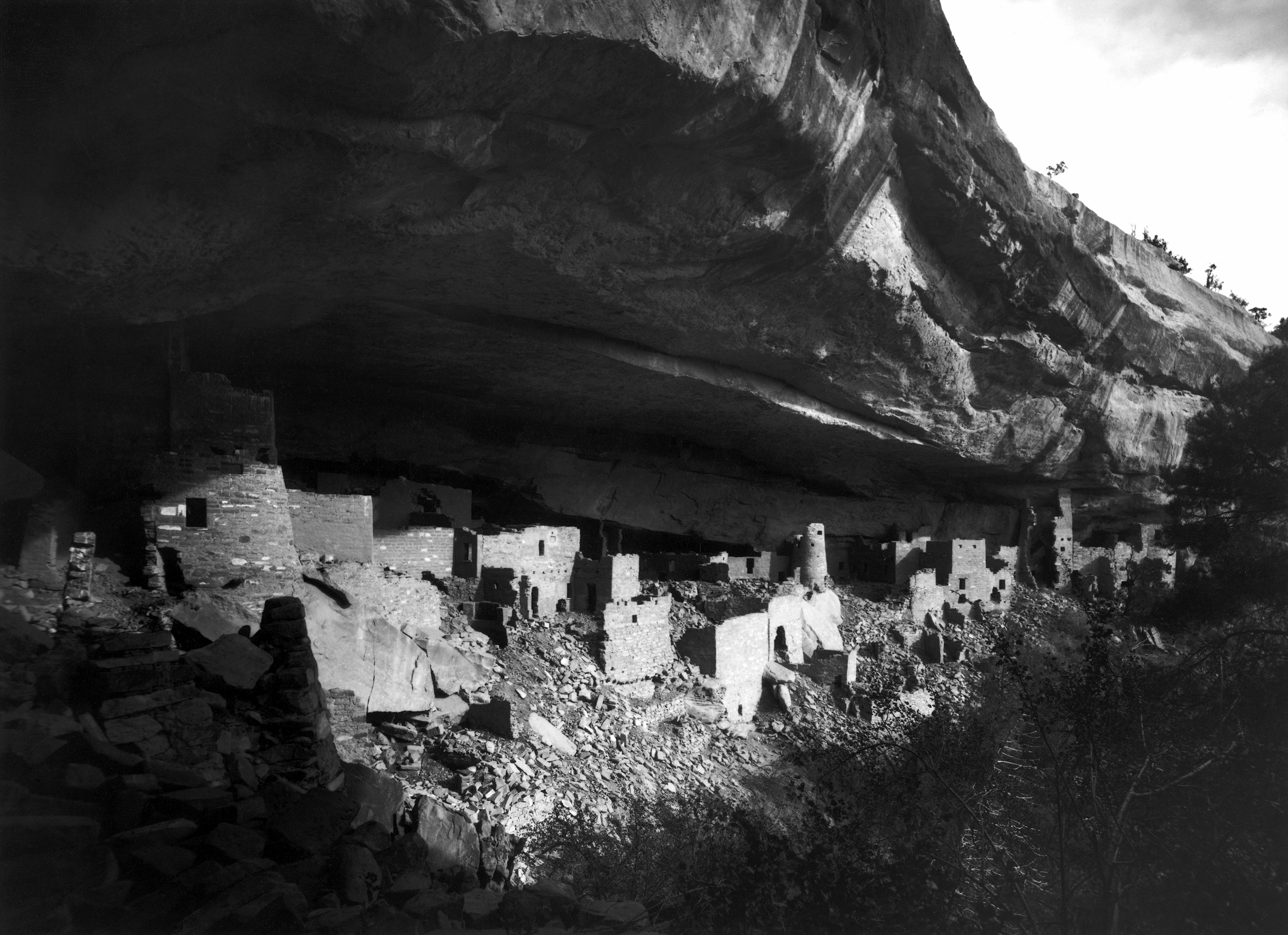
Il Cliff Palace fotografato da Gustaf Nordenskiöld nel 1891

Gli esploratori spagnoli che cercavano una pista tra Santa Fe e la California furono i primi a raggiungere la regione di Mesa Verde, che chiamarono così per i suoi tavolati ricoperti di alberi. Essi comunque non videro i villaggi abbandonati costruiti nelle rientranze della roccia. Alcuni cacciatori e cercatori si inoltrarono nella regione e uno di questi riferì delle sue osservazioni nel 1873. L'anno seguente accompagnò il noto fotografo William Henry Jackson attraverso il Mancos Canyon ai piedi di Mesa Verde. Qui Jackson fotografò uno degli insediamenti nella roccia. Nel 1875 il geologo William H. Holmes rifece il percorso di Jackson e le sue osservazioni assieme a quelle di Jackson furono ricomprese nella relazione del Hayden Survey del 1876, uno di quattro progetti federali per l'esplorazione dell'Ovest americano. L'interesse suscitato da queste ed altre pubblicazioni portò a formulare proposte per uno studio sistematico dei siti archeologici del sud-ovest. Tuttavia tali proposte non furono realizzate se non anni dopo.
Nel frattempo alcuni allevatori iniziarono ad insediarsi nella Mancos Valley. Alcuni inoltrandosi a Mesa Verde osservarono un maggior numero di edifici in pietra e di maggiori dimensioni. Iniziò così l'asportazione incontrollata dei reperti che venivano conservati dai privati oppure rivenduti ai visitatori della regione. I membri della famiglia Wetherill furono i primi a comprendere le potenzialità turistiche della regione. Essi raccolsero numerosi reperti che in parte rivendettero alla Historical Society del Colorado e in parte conservarono come collezione privata ma furono i primi a documentare i loro ritrovamenti.
Uno dei più primi visitatori della regione fu una giornalista del New York Times, Virginia McClug, la quale si impegnò a fondo per l'istituzione del parco nazionale. Un altro fotografo, Frederick H. Chapin, visitò Mesa Verde nel 1889 e 1890, accompagnato da membri della famiglia Wetherill. Egli pubblicò un articolo nel 1890 e nel 1892 un libro le cui fotografie fecero conoscere al grande pubblico Mesa Verde.

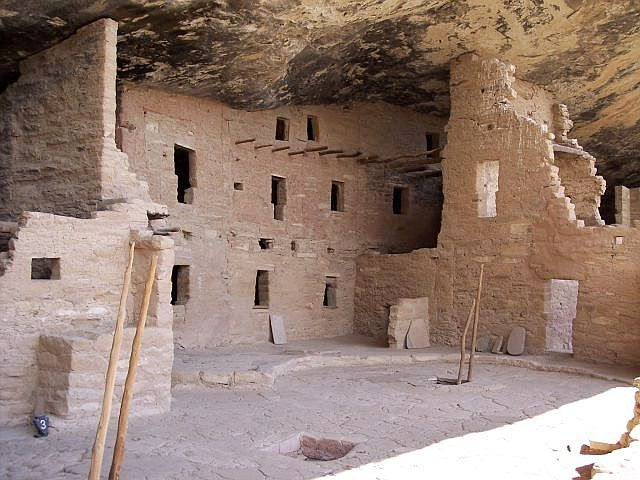
L'insediamento di Spruce Tree House

Forse il più importante tra i primi visitatori di Mesa Verde fu Gustaf Nordenskiöld, figlio dell'esploratore finlandese Adolf Erik Nordenskiöld. Nel 1891 Nordenskiöld iniziò a condurre esplorazioni e scavi con metodo scientifico, producendo una grande quantità di dati tecnici e fotografici e mettendo in relazione quanto veniva via via scoperto con la letteratura scientifica esistente e con le osservazioni e l'esperienza maturata dai Wetherill. Presto i metodi dello scienziato finlandese suscitarono una crescente opposizione da parte della popolazione e delle autorità locali, e quando si seppe che i reperti avrebbero costituito una collezione in un museo scandinavo, Nordenskiöld fu arrestato con l'accusa di aver devastato le rovine. Egli fu comunque liberato grazie all'intervento di funzionari di Washington e al suo ritorno in Svezia nel 1893 pubblico il primo studio scientifico sulle rovine di Mesa Verde. Questo lavoro diede a Mesa Verde notorietà a livello internazionale. Attualmente la collezione di reperti raccolti da Nordenskiöld è conservata a Helsinki.

## Parco nazionale

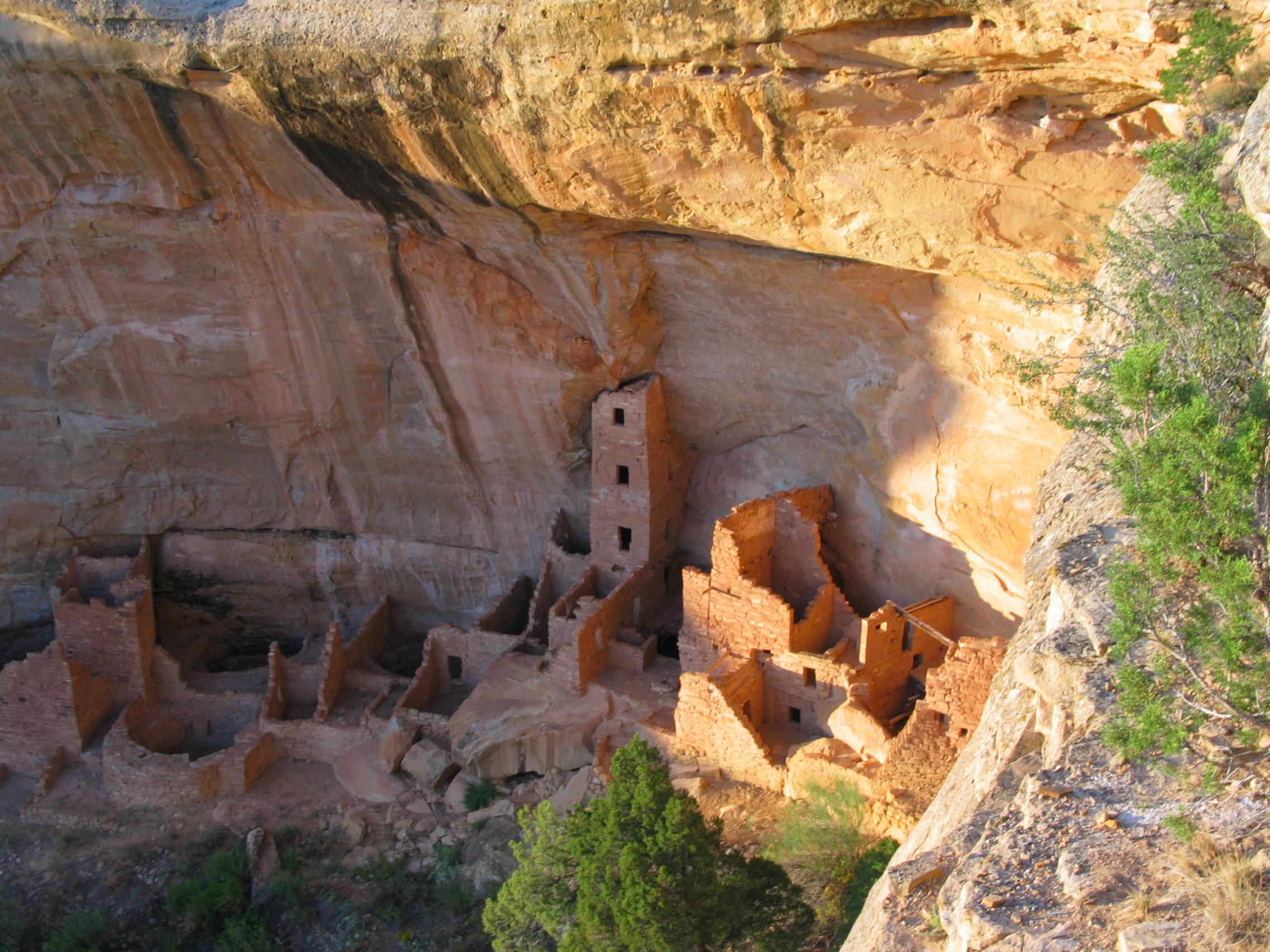
Vista dall'alto dell'insediamento di Square Tower House

Il 29 giugno 1906 al fine di proteggere gli insediamenti degli antichi Anasazi fu istituito il parco nazionale di Mesa Verde da parte dell'amministrazione del presidente Theodore Roosevelt. Dopo Yellowstone fu il secondo parco statunitense ad essere istituito. Dal 1978 il parco nazionale di Mesa Verde è stato inserito anche nella lista dei Patrimoni dell'umanità dell'UNESCO.
All'interno del parco nazionale di Mesa verde sono presenti circa 600 cliff dwellings. Si tratta per la stragrande maggioranza di insediamenti molto piccoli. I più grandi sono appena una dozzina e tra questi rientrano i più celebri, tra cui Spruce Tree House, Balcony House e Cliff Palace. 
- Il Cliff Palace è il più grande insediamento costruito nella roccia di tutto il Nordamerica. Si trova in una rientranza profonda 27 m e alta 18 ed è costituito da 220 ambienti (tra cui 23 kivas), dei quali solo una trentina conservano le tracce di un focolare. Questo fa presupporre che le abitazioni fossero costituite da più ambienti tra loro collegati e che alcuni di essi fossero adibiti a magazzini.
- Long House è il secondo insediamento di Mesa Verde per dimensioni. È situato sulla Wetherill Mesa nel settore occidentale del parco.
- Spruce Tree House è sicuramente l'insediamento che si trova nel migliore stato di conservazione ed è il terzo più grande villaggio presente a Mesa verde. È costituito da 130 ambienti e 8 kivas. Si ritiene che possa essere stato abitato da circa 80 persone.
- Balcony House fu scoperto nel 1881. Per poter visitare l'insediamento è necessario scendere all'interno del canyon per 30 metri per poi risalire verso gli edifici costruiti nella cavità della roccia mediante una scala a pioli di 10 m.
- Square Tower House: la torre che dà il nome all'insediamento è la più elevata costruzione di Mesa Verde. Fu occupato tra il 1200 e il 1300 d.C.
- Il sito di Mug House si trova sulla Wetherill Mesa e fu scavato e studiato negli anni '60 dall'archeologo Arthur Rohn. È Formato da 94 ambienti posti su quattro livelli e comprende una grande kiva.